# Axe paradigmatique
En linguistique structurale, la notion d'axe paradigmatique est fondamentale et fonctionne en opposition à l’axe syntagmatique. Un syntagme est un élément positionnel de la chaîne parlée : à la position d'un syntagme donné, n'importe quel signifiant de la même classe, qu'on nomme paradigme, est admissible. L'axe paradigmatique désigne, pour un syntagme donné, l'ensemble virtuel des éléments de la langue en état d'occuper cette position.